# Kurieforsamlingen
Kurie-forsamlingen, eller comitia curiata, udviklede sin form og struktur i løbet af det romerske kongerige, og var den primære forsamling, indtil Comitia Centuriata blev organiseret af Servius Tullius. I løbet af disse første årtier blev Roms befolkning organiseret i tredive enheder kaldet "kurie" (eller "curia"). Kurierne var af etnisk karakter og var således organiseret på grundlag af de tidlige romerske familier – eller mere specifikt på basis af de tredive oprindelige patricier (aristokratiske) klaner. Kurier dannede en forsamling til lovgivnings-, valg- og retsformål. Kurie-forsamlingen vedtog love, valgte konsuler (de eneste valgte magistrater på det tidspunkt), og behandlede retssager. Konsuler fungerede altid som formænd for forsamlingen. Mens plebeiere (almindelige borgere) kunne deltage i denne forsamling, kunne kun patricierne (de romerske aristokrater) stemme.
Idet romerne anvendte en form for direkte demokrati, stemte borgere – og ikke valgte repræsentanter – ved hver forsamling. Borgerlige vælgere havde som sådan ingen magt, ud over magten til at afgive en stemme. Hver forsamling blev ledet af en enkelt romersk magistrat, og det var således den ledende magistrat, der traf alle beslutninger om sager om procedure og lovlighed. I sidste ende var den ledende magistrats magt over forsamlingen næsten absolut. Den eneste kontrol af denne magt kom i form af nedlagte vetoer fra andre romerske magistrater – og beslutninger truffet af ledende magistrater kunne også blive omgjort ved nedlægges af veto af højere rangerende magistrater. Derudover kunne der for enhver beslutning truffet af en ledende magistrat efter 493 f.Kr. – herunder en vedrørende kurie-forsamlingen – nedlægges veto af en magistrat kendt som en plebejertribun (eller folketribun).

## Procedure
I det romerske system med direkte demokrati blev der primært anvendt forskellige forsamlinger til at stemme om lovgivningsmæssige, valgmæssige og retslige anliggender. Den første var folkeforsamlingen (comitia, bogstaveligt talt "gå sammen" eller "mødested"). Kurie-forsamlingen var en comitia. Forsamlinger repræsenterede alle borgere, selv om de udelukkede plebejer (som Kurie-forsamlingen gjorde), og blev brugt til officielle formål, såsom vedtagelse af love. Love vedtaget af en forsamling gjaldt for alle romerske borgere. Den anden type af forsamlinger var Rådet (concilium), som var et forum, hvor en bestemt klasse af borgere mødtes. I modsætning hertil var konventionen (conventio, bogstaveligt talt "samlede") et uofficielt forum for kommunikation. Konventioner var simpelthen fora, hvor romerne mødtes til specifikke uofficielle formål, som for eksempel for at høre en politisk tale. Private borgere, der ikke havde politiske hverv, kunne kun tale for et konvent og ikke for en forsamling eller et råd.  Konventioner var simpelthen møder, og der kunne ikke her træffes juridiske eller lovgivningsmæssige beslutninger. Vælgerne samledes altid først i konventioner for at høre debatter og udføre anden forretningsorden, hvorefter de samles i forsamlinger eller råd for at stemme.
Der skulle altid gives besked flere dage før forsamlingen skulle stemme. Til valg skulle der gå mindst tre markedsdage (ofte mere end sytten faktiske dage) mellem offentliggørelsen af valget og selve valget. I løbet af denne periode (trinundinum) interagerede kandidaterne med vælgerne, og der kunne ikke foreslås eller stemmes om lovgivning. I 98 f.Kr. blev der vedtaget en lov (lex Caecilia Didia), som krævede, at en tilsvarende periode på tre markedsdage mellem forslaget til en lov og afstemningen om selve loven. Under straffesager skulle forsamlingens ledende magistrat give en besked (diem dicere) til den anklagede på den første dag af efterforskningen (anquisito). Ved hver dags afslutning skulle magistraten give en ny besked (diem prodicere), som informerede den anklagede om efterforskningens status. Efter efterforskningen var afsluttet, skulle der gå tre markedsdage, før der kunne stemmes endeligt om skyld eller frifindelse.
Kun én forsamling kunne fungere på et givet tidspunkt, og enhver allerede igangværende session kunne opløses, hvis en magistrat "kaldede væk" (avocare) vælgerne. Foruden den ledende magistrat, var der ofte flere magistrater til stede som fungerede som assistenter. De var tilgængelige for at hjælpe med at løse proceduremæssige tvister og til at tilvejebringe en mekanisme, hvorigennem vælgerne kunne appellere afgørelser fra den ledende magistrat. Der var også religiøse embedsmænd (kendt som Augurs) enten tilstede eller på vagt, som ville være til rådighed for at hjælpe med at fortolke tegn fra guderne, idet romerne troede, at guderne lod deres godkendelse eller misbilligelse af foreslåede handlinger være kendt. Desuden blev der foretaget en foreløbig søgning af varsler (auspicier) af den ledende magistrat aftenen før ethvert møde. Ved flere kendte lejligheder brugte ledende magistrater påstanden om ugunstige varsler som en undskyldning for at suspendere en session, der ikke gik, som de ønskede.
På afstemningsdagen samledes vælgerne først i deres konventer for debat og kampagneføring. I konventerne blev vælgerne ikke inddelt efter deres kurie. Taler fra private borgere blev kun hørt, hvis det spørgsmål, der skulle stemmes om, var et lovgivningsmæssigt eller retligt anliggende, og selv da kun, hvis borgeren fik tilladelse fra den ledende magistrat. Hvis formålet med den endelige afstemning var en embedsvalg, blev der ikke hørt taler fra private borgere, og i stedet brugte de opstillede kandidater konventet til at føre valgkamp. Under konventet blev lovforslaget, der skulle stemmes om, læst op for forsamlingen af en embedsmand kendt som en "Herald". Derefter skulle afstemningsrækkefølgen fastlægges. En urne blev bragt ind, og der blev kastet lod om, hvilken rækkefølge kurierne skulle stemme efter.
Vælgerne fik derefter besked på at opløse konventet (“gå til jeres separate grupper”, eller discedere, quirites). Vælgerne samledes bag et afgrænset område og stemte ved at lægge en sten eller en skriftlig stemmeseddel i en passende krukke. Kurvene (cistae), der indeholdt stemmerne, blev overvåget af specifikke embedsmænd (forvarerne), der efterfølgende talte stemmesedlerne og rapporterede resultaterne til den ledende magistrat. Flertallet af stemmerne i enhver kurie afgjorde, hvordan denne specifikke kurie stemte. Hvis processen ikke var afsluttet ved mørkets frembrud, blev vælgerne afskediget uden at have truffet en beslutning, og processen måtte begynde igen dagen efter.

## Reduceret relevans
Kort efter republikkens grundlæggelse blev mange af de politiske beføjelser i kurie-forsamlingen overført til centurie-forsamlingen og tribus-forsamlingen. Dette inkluderede bl.a. overførslen af valget af tribuner til tribus-forsamlingen i henhold til Lex Publilia i 471 f.Kr.
Mens kurie-forsamlingen derefter fik mindre praksis betydning, bevarede den nogle teoretiske beføjelser: vigtigst af alt, magten til at ratificere valgene af de højest rangerende romerske magistrater (konsuler og prætorer). Forsamlingen fik denne magt ved vedtage en lov (lex curiata de imperio eller "Kuriernes lov om imperium"), hvilket gav de pågældende magistrater deres lovlige kommando (imperium) autoritet. I praksis modtog magistraterne imidlertid denne autoritet fra centurie-forsamlingen (som formelt valgte dem), og som sådan fungerede det derfor ikke som andet end en påmindelse om Roms kongelige arv. Selv efter at have mistet sine beføjelser fortsatte kurie-forsamlingen med at blive ledet af konsuler og prætorer, og den var underlagt obstruktion af romerske magistrater (særligt plebejiske tribuner) og ugunstige varsler (ligesom de andre forsamlinger).
Ved midten og slutningen af republikken var der en betydelig debat om behovet for kurie-forsamlingen. For eksempel var prætorer ikke tilladt at påtage sig retslige anliggender uden at fået imperium, og konsulerne kunne heller ikke kommandere tropper eller indkalde comitia centuriata for at afholde valget af hans efterfølger. Ciceros hævdede samtidigt, at uden bekræftelse af imperium kunne en magistrat ikke fungere som promagistrat eller, uden det, styre provinsen for egen regning og være diskvalificeret til en triumf efter en militær sejr. Disse regler ville have forhindret magistrater i at beskæftige sig med alvorlige offentlige anliggender før konfirmationen (før de modtog deres imperium), men fordi de i vid udstrækning blev ignoreret, og lovgivningen samtidig ofte ofte indeholdt bestemmelser om, at de i mangel på kurie-forsamlingens godkendelse ville "være magistrater i lige så juridisk forstand som dem, der vælges efter de strengeste lovformer". I 212 f.Kr. var manglen på en sådan lov, der gav imperium til proprætoren af Spanien (Lucius Marcius), ikke noget problem for Senatet, som afstod fra at erklære valget ulovligt. Under den sene republik, i 54 f.Kr., insisterede konsul Appius Claudius imidlertid på, at han havde imperium, på grund af en lov vedtaget af Sulla, der tildelte imperium til promagistrater. Dog er det sandsynligt, at Senatet i slutningen af republikken – som følge af stigende intern konflikt mellem popularerne og optimaterne – forsøgte at øge sin kontrol over provinsguvernører og understregede vigtigheden af denne lov, selvom magistrater ignorerede deres klager.
De handlinger, som kurie-forsamlingen stemte om, var for det meste symbolske og havde som regel status af en bekræftigelse. På et tidspunkt – muligvis så tidligt som i 218 f.Kr. – blev kurie-forsamlingens tredive kurier afskaffet og erstattet med tredive liktorer – en fra hver af de oprindelige patricierklaner.
Da kurierne altid havde været organiseret på basis af de romerske familier, beholdt den jurisdiktion over klananliggender – selv efter den romerske republiks fald i 27 f.Kr. Under Pontifex Maximus ratificerede den testamenter og adoptioner, indviede visse præster og overførte borgere fra patricierklasse til plebejerklassen (eller omvendt). I 59 f.Kr. overførte den Publius Clodius Pulcher fra patricierstatus til plebejerstatus, så han kunne opstille som plebejisk tribun. I 44 f.Kr. ratificerede den Julius Cæsars testamente, og dermed Cæsars adoption af sin nevø Gaius Octavian (den kommende romerske kejser Augustus) som hans søn og arving.
Med kejserigets fremkomst blev sanktionsbeføjelserne for kurie-forsamlingen nedlagt, da magten til at give imperium – sammen med langt størstedelen af de øvrige beføjelser i kurie-forsamlingen – blev overført til Senatet eller delegeret til kejseren gennem en særlig lex de imperio.

### Anvendt litteratur
- Abbott, Frank Frost (1901). A History and Description of Roman Political Institutions. Boston: Ginn & Company.
- Botsford, George Willis (1909, repr. 2005). The Roman Assemblies. From their Origin to the End of the Republic, New York.
- Byrd, Robert (1995). The Senate of the Roman Republic. U.S. Government Printing Office, Senate Document 103-23.
- Lintott, Andrew (1999). The Constitution of the Roman Republic. Oxford University Press (ISBN 0-19-926108-3).

- Polybius (1823). The General History of Polybius: Translated from the Greek. By James Hampton. Oxford: Printed by W. Baxter. Fifth Edition, Vol 2.
- Taylor, Lily Ross (1966). Roman Voting Assemblies: From the Hannibalic War to the Dictatorship of Caesar. The University of Michigan Press (ISBN 0-472-08125-X).
- Tullius Cicero, Marcus (1841 edition). The Political Works of Marcus Tullius Cicero: Comprising his Treatise on the Commonwealth; and his Treatise on the Laws. Translated from the original, with Dissertations and Notes in Two Volumes. By Francis Barham, Esq. London: Edmund Spettigue. Vol. 1.

### Yderligere læsning
- Ihne, Wilhelm. Researches Into the History of the Roman Constitution. William Pickering. 1853.
- Johnston, Harold Whetstone. Orations and Letters of Cicero: With Historical Introduction, An Outline of the Roman Constitution, Notes, Vocabulary and Index. Scott, Foresman and Company. 1891.
- Mommsen, Theodor. Roman Constitutional Law. 1871-1888
- Tighe, Ambrose. The Development of the Roman Constitution. D. Apple & Co. 1886.
- Von Fritz, Kurt. The Theory of the Mixed Constitution in Antiquity. Columbia University Press, New York. 1975.
- The Histories by Polybius
- Cambridge Ancient History, Volumes 9–13.
- A. Cameron, The Later Roman Empire, (Fontana Press, 1993).
- M. Crawford, The Roman Republic, (Fontana Press, 1978).
- E. S. Gruen, "The Last Generation of the Roman Republic" (U California Press, 1974)
- F. Millar, The Emperor in the Roman World, (Duckworth, 1977, 1992).
- A. Lintott, "The Constitution of the Roman Republic" (Oxford University Press, 1999)

#### Primære kilder
- Cicero's De Re Publica, Book Two
- Rome at the End of the Punic Wars: An Analysis of the Roman Government; by Polybius Arkiveret 2007-02-05 hos  Wayback Machine

#### Sekundært kildemateriale
- Considerations on the Causes of the Greatness of the Romans and their Decline, by Montesquieu
- The Roman Constitution to the Time of Cicero
- What a Terrorist Incident in Ancient Rome Can Teach Us